# Ron Eldard
Ron Eldard, né le 20 février 1965 à Long Island, (État de New York, États-Unis), est un acteur américain.

## Filmographie

### Cinéma
- 1989 : True Love de Nancy Savoca : Michael
- 1991 : Drop Dead Fred : Mickey Bunce
- 1992 : Le Temps d'un week-end : Officer Gore
- 1995 : Sex & the Other Man : Bill
- 1995 : L'Ultime Souper : Pete
- 1996 : Bastard Out of Carolina : Glen Waddell
- 1996 : Sleepers : John Reilly
- 1998 : Delivered : Reed
- 1998 : Deep Impact : Dr. Oren Monash
- 1999 : The Runner : Edward Harrington
- 1999 : Mystery, Alaska : Matt 'Skank' Marden
- 2001 : La Chute du faucon noir : CWO Michael Durant
- 2002 : Just a Kiss : Dag
- 2002 : Le Vaisseau de l'angoisse : Dodge
- 2003 : House of Sand and Fog : Lester
- 2006 : La Couleur du crime : Danny Martin
- 2007 : Diggers : Jack
- 2007 : Already Dead : Thomas Archer
- 2011 : Super 8 : Louis Dainard
- 2013 : Jobs de Joshua Michael Stern : Rod Holt
- 2014 : Poker Night de Greg Francis

### Télévision

#### Séries télévisées
- 1968 : On ne vit qu'une fois : Blade
- 1992 : Arresting Behavior : Officer Donny Walsh
- 1993 : Bakersfield P.D. : Detective Wade Preston
- 1995-1996 : Urgences : Ray Shepard
- 1996 : Men Behaving Badly : Kevin Murphy
- 2005 : Blind Justice : Detective John Dunbar
- 2009 : New York, unité spéciale (saison 10 épisode 13) : Geno Parnell
- 2013 : Justified (série télévisée) : Colton 'Colt' Rhodes

#### Téléfilms
- 1998 : Quand les clairons se taisent (en) : Pvt. David Manning
- 2000 : Death of a Salesman : Biff Loman
- 2001 : Bash: Latter-Day Plays
- 2005 : Fathers and Sons : Tom
- 2008 : The Tenth Circle : Daniel Stone